# Cannon (cràter)
Cannon és un cràter d'impacte que es troba a prop de l'extrem, a l'est-nord-est, de la cara visible de la Lluna, just al nord-oest de la Mare Marginis, i al sud-sud-est del cràter Plutarc. Més cap a l'est-nord-est apareix el cràter Hubble.

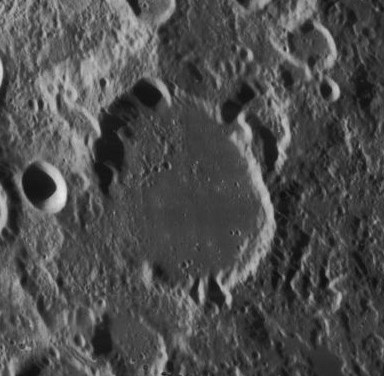
Imatge obliqua del cràter Cannor de la missió Lunar Orbiter 4
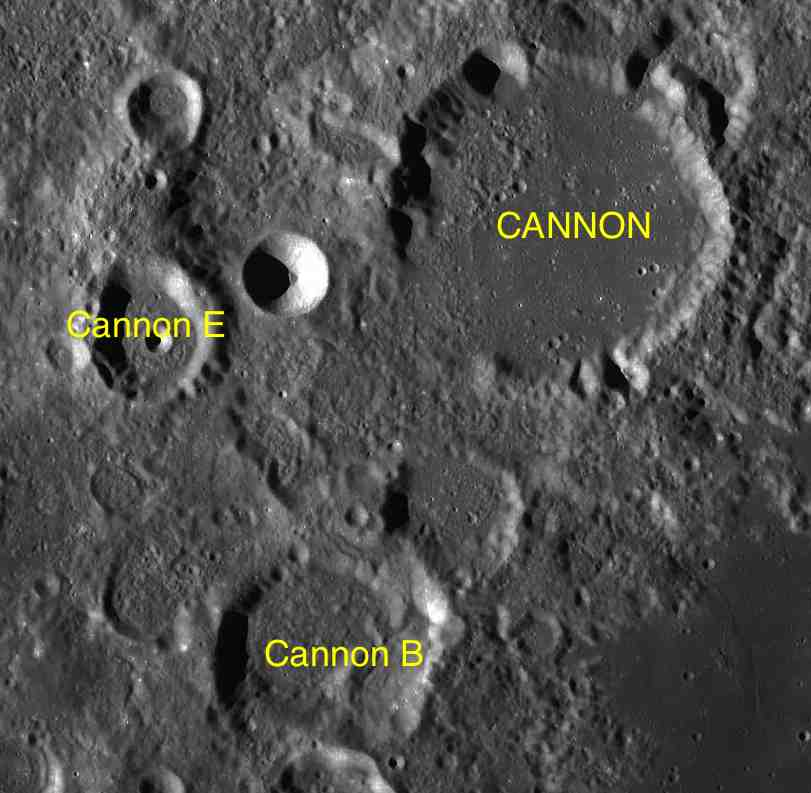
Cràters satèl·lit

Es tracta d'una formació desgastada i erosionada, amb un sòl interior inundat per la lava. Un petit cràter se superposa a la vora o al nord de la vora, formant una osca al lateral. També es troben cràters minúsculs en tot el nord-est del contorn i en l'extrem sud. L'interior està pràcticament a nivell i no té trets distintius, amb només uns pocs petits cràters dispersos que marquen la superfície. Aquest sòl té el mateix albedo que el terreny circumdant.
El cràter deu el seu nom a Annie Jump Cannon, una astrònoma estatunidenca que va classificar 300.000 cossos estel·lars.

## Cràters satèl·lit
Per convenció aquests elements són identificats en els mapes lunars posant la lletra en el costat del punt central del cràter que està més proper a Cannon.
| Cannon | Coordenades                          | Diàmetre |
| ------ | ------------------------------------ | -------- |
| B      | 17° 30′ N, 80° 00′ E / 17.5°N,80.0°E | 31 km    |
| E      | 19° 12′ N, 79° 06′ E / 19.2°N,79.1°E | 22 km    |